# Plan sur règle
 (janvier 2023).
Si vous disposez d'ouvrages ou d'articles de référence ou si vous connaissez des sites web de qualité traitant du thème abordé ici, merci de compléter l'article en donnant les références utiles à sa vérifiabilité et en les liant à la section « Notes et références ».
En menuiserie, un plan sur règle est un type particulier d'épure destiné au tracé des portes et fenêtres. Tracé à l'échelle 1 sur une planche dont un chant est dressé, le plan sur règle comporte une coupe verticale et une ou plusieurs coupes horizontales. Le plan sur règle permet de positionner les assemblages et leurs variantes (ravancements de rainures et feuillures, coupes d'onglet, etc ...)
Les plans sur règles sont destinés aux fabrications unitaires ou en très petites séries. Au delà de quelques unités, on procède à des usinages sans tracé.